# Cinygmula quadripunctata
Cinygmula quadripunctata is een haft uit de familie Heptageniidae. De wetenschappelijke naam van de soort is voor het eerst geldig gepubliceerd in 1980 door Braasch & Soldán.
De soort komt voor in het Palearctisch gebied.